# Saelred dell'Essex
Saelred Swebert o Selered (... – 746) che regnò sull'Essex dal 709 circa al 746.
Reclamò il trono come discendente di Sigeberht II il Buono. Per un periodo regnò probabilmente con Swaefbert, che fu forse sovrano del sub-regno del Middlesex. La Cronaca anglosassone ricorda la data della sua morte, ma non le circostanze in cui questa avvenne. Sul trono gli successe Swithred, pronipote di Sigeheard, mentre il figlio di Saelred, Sigeric, successe a Swithred. Come i suoi predecessori anche Saelred non fu sottoposto al regno di Mercia.